# فيهه
فيهه (بالألمانية: Wiehe) هي بلدة ألمانية تقع في تورينغن في ألمانيا. يقدر عدد سكانها بـ 2,156 نسمة .

## المدن التوأمة
مدينة Altrip هي مدينة توأمة لفيهه.

## أعلام
- ليوبولد فون رانكه